# Violeta Szekely
Violeta Szekely (geborene Beclea; * 26. März 1965 in Dolheștii Mari, Kreis Suceava) ist eine ehemalige rumänische Leichtathletin.
Die Mittelstreckenläuferin belegte im 1500-Meter-Lauf bei den Weltmeisterschaften 1991 den zehnten Platz und den neunten Platz bei den Weltmeisterschaften 1993. Bei Hallenweltmeisterschaften errang sie 1989 einen vierten Platz über 800 Meter und jeweils einen zweiten Platz 1991 über 800 Meter und 1993 über 1500 Meter. Bei den Olympischen Spielen 1992 in Barcelona schied sie im Halbfinale aus.
1995 wurde eine dreijährige Sperre wegen Dopings mit anabolen Steroiden gegen Violeta Szekely verhängt. Nach deren Ablauf holte sie über 1500 Meter Silber bei den Hallenweltmeisterschaften 1999 und wurde Vierte bei den Weltmeisterschaften 1999. Im Jahr darauf gewann sie über dieselbe Distanz die Goldmedaille bei den Halleneuropameisterschaften 2000. Bei den Olympischen Spielen 2000 in Sydney holte sie Silber über 1500 Meter hinter der Algerierin Nouria Mérah-Benida und vor ihrer Landsfrau Gabriela Szabo. Im darauffolgenden Jahr gewann sie Silber über 1500 m bei den Hallenweltmeisterschaften 2001 und bei den Weltmeisterschaften in Edmonton.
Szekely wurde im Jahr 2000 mit dem Treudienst-Orden im Rang eines Ritters ausgezeichnet.